# Коронавірусна хвороба 2019 на Північному Кіпрі
Епідемія коронавірусної хвороби 2019 на Північному Кіпрі — це поширення пандемії коронавірусної хвороби 2019 на територію самопроголошеної Турецької Республіки Північного Кіпру, що є частиною Кіпру. Перший випадок хвороби у самопроголошеній республіці зареєстровано 10 березня 2020 року у Північній Нікосії. Перша смерть від COVID-19 на Північному Кіпрі зареєстрована 28 березня. Станом на 13 квітня 2021 року на Північному Кіпрі зареєстровано 5190 підтверджених випадків хвороби, 4448 одужань, 28 смертей, а рівень смертності становив 87 на мільйон осіб, що є одним із найнижчих показників у світі. Станом на 16 квітня 2021 року спостережуваний рівень смертності на Північному Кіпрі становив 0,52 %, що є 139-м показником у світі.

## Хронологія

### Березень 2020 року
9 березня 2020 року міністр охорони здоров'я самопроголошеної республіки Алі Пілілі повідомив про перший випадок коронавірусної хвороби на Північному Кіпрі у німецької туристки.
10 березня особи, які контактували з хворою, у тому числі всі пасажири літака, на якому вона прибула до Північного Кіпру, направлені на карантин у трьох різних готелях. З 11 березня був заборонений в'їзд іноземним громадянам до Північного Кіпру, за деякими винятками для тих, хто має діючий дозвіл на проживання на території Північного Кіпру, дипломатичне посвідчення або інші офіційні документи та спеціальні дозволи. Ці обмеження також послабили для іноземних студентів, які навчаються на Північному Кіпрі.
12 березня підтверджено другий випадок хвороби в чоловіка німецької туристки, в якої першої виявили COVID-19 на Північному Кіпрі.
13 березня міністр охорони здоров'я самопроголошеної республіки Алі Піллі повідомив, що після виявлення двох перших випадків хвороби кількість випадків хвороби зросла до 5.
17 березня президентські вибори на Північному Кіпрі відклали на 6 місяців через спалах коронавірусної хвороби.
24 березня 840 німецьких туристів відправили назад до Німеччини після 14-денного карантину.
28 березня на Північному Кіпрі помер перший хворий від коронавірусної хвороби.

### Квітень 2020 року
Північний Кіпр оголосив про часткову комендантську годину до 10 квітня. Виняток становить відвідування ринків та придбання предметів першої необхідності. Повний комендантський час запроваджено від 21:00 до 6:00 до 10 квітня. У зв'язку зі збільшенням кількості випадків хвороби комендантська година продовжилася до кінця квітня. Припускалось, що комендантська година може тривати до кінця літа.
У 15 селах в районі Іскеле—Карпаз запроваджена цілодобова комендантська година у зв'язку з великою кількістю випадків хвороби.
Влада Північного Кіпру заборонила транспортне сполучення між районами, тобто всім жителям заборонено їздити з одного району в інший.
У 3 студентів із 800, які прибули з Великої Британії, та знаходились на самоізоляції протягом 14 днів, підтверджено позитивний тест на коронавірус.
Станом на 27 квітня протягом останніх 10 днів не зафіксовано нових випадків коронавірусної хвороби, а остання смерть від COVID-19 на Північному Кіпрі зареєстрована 13 квітня. Раннє надання медичної допомоги сприяло тому, що 99 з тих, у кого підтверджено позитивний тест на коронавірус на Північному Кіпрі, повністю одужали. Станом на 27 квітня 5 хворих залишались у лікарнях.

### Травень 2020 року
7 травня повідомлено, що на Північному Кіпрі не залишилось активних випадків хвороби. Згідно з заявою МЗС невизнаної республіки, Турецька Республіка Північного Кіпру може стати першою країною у світі, де не зареєстровано жодного нового випадку коронавірусної хвороби з 20 квітня.
11 травня останній хворий коронавірусною хворобою виписаний з лікарні, і активних випадків на Північному Кіпрі не залишилось.

### Подальший перебіг
1 липня, після 76 днів, коли не спостерігалось випадків місцевої передачі вірусу, повідомлено про один такий випадок, і на Північному Кіпрі знову запроваджено локдаун.
17 жовтня, після 188 днів без смертей, повідомлено про п'яту смерть від COVID-19 на Північному Кіпрі.

## Заходи боротьби з епідемією
11 березня 2020 року віце-прем'єр-міністр та міністр закордонних справ Північного Кіпру Кудрет Озерсей написав у своєму твіттері, що авіарейси з Німеччини, Франції та Італії до Північного Кіпру будуть призупинені до 1 квітня 2020 року. Пізніше заборонено авіарейси зі всіх країн світу до Північного Кіпру, а також закрито пункти перетину демаркаційної лінії з південної до північну частини острова.
12 березня 2020 року уряд Північного Кіпру закрив школи та заборонив масові заходи для запобігання поширення коронавірусної хвороби, яке Всесвітня організація охорони здоров'я оголосила пандемією.
Усі навчальні заходи від дошкільних до університетів призупинили проведення очних занять. Початкова та середня школи перейшли на онлайн-навчання, і на ньому завершили навчання в цьому навчальному році. На Північному Кіпрі є понад 20 вищих навчальних закладів, 18 з яких університети, в яких навчається майже 100 тисяч іноземних студентів. Усі заклади вищої освіти призупинили очне навчання та перейшли на дистанційні методи навчання.
Після 76 днів комендантську годину та карантин на Північному Кіпрі скасували. Після відкриття морських портів для міжнародних рейсів кількість випадків COVID-19 розпочала швидко зростали. На 11 вересня 2020 року на Північному Кіпрі був 541 активний випадок хвороби.